# 卡克拉河
卡克拉河（西班牙語：或Rio Cookra、Rio Cucra、Rio Cukra、Río Cookra、Río Cucra、Río Cukra）是尼加拉瓜的一条河流，位于布盧菲爾茲的南部。